# Tephrosia athiensis
Tephrosia athiensis är en ärtväxtart som beskrevs av Baker f.. Tephrosia athiensis ingår i släktet Tephrosia och familjen ärtväxter. Inga underarter finns listade i Catalogue of Life.